# Henri Albert de La Grange d'Arquien
Henri Albert de La Grange d'Arquien (Calais, 8 settembre 1613 – Roma, 24 maggio 1707) è stato un cardinale francese.

## Biografia
Era figlio di Antoine de La Grange, marchese d'Arquien e governatore di Calais, e di Anne d'Ancienville; il suo cognome è documentato anche come Lagrange. Ufficiale di cavalleria, ebbe due mogli, Françoise de La Châtre e -dopo la morte di questa- Charlotte de La Fin de Salins, che gli diedero complessivamente sette figli, tra i quali la più famosa è Maria Casimira, che poi divenne regina di Polonia. Nel 1672 raggiunse in Polonia la figlia Maria Casimira, che si era appena sposata, in seconde nozze, con Jan Sobieski, che divenne re di Polonia il 20 maggio 1674. 
Dopo che la figlia aveva cercato invano di ottenere per il padre la nomina a duca e il titolo di Pari di Francia dal re Luigi XIV, Maria Casimira riuscì a convincere papa Innocenzo XII a creare cardinale il padre, ormai rimasto vedovo dal 1692.
Il La Grange fu creato cardinale diacono il 12 dicembre 1695 e ricevette la berretta cardinalizia con il titolo di San Nicola in Carcere l'11 aprile 1696. Nel 1699, dopo la morte del re Giovanni Sobieski, si ritirò con la figlia a Roma. Il 25 settembre 1700 fu dispensato dal ricevere i sacri ordini fuori dai giorni prestabiliti e senza intervallo temporale tra gli stessi. Partecipò al conclave del 1700 che elesse papa Clemente XI.
È sepolto nella Chiesa di San Luigi dei Francesi a Roma.

## Ascendenza
|                                                |                     |                                             | Genitori                                             |  |  | Nonni |  |  | Bisnonni                                   |  |  | Trisnonni                                 |  |
|                                                |                     |                                             |                                                      |  |  |       |  |  | François de La Grange, signore di Montigny |  |  | Geofroy de La Grange, signore di Montigny |  |
|                                                |                     |                                             |                                                      |  |  |       |  |  | François de La Grange, signore di Montigny |  |  | Geofroy de La Grange, signore di Montigny |  |
|                                                |                     | Jeanne Guytois                              |                                                      |  |  |       |  |  | François de La Grange, signore di Montigny |  |  |                                           |  |
| Charles de La Grange, signore di Montigny      |                     |                                             |                                                      |  |  |       |  |  | François de La Grange, signore di Montigny |  |  |                                           |  |
|                                                |                     | Jeanne Anne de La Marche                    | François de La Marche, signore di Verny              |  |  |       |  |  |                                            |  |  |                                           |  |
|                                                |                     | Jeanne Anne de La Marche                    | François de La Marche, signore di Verny              |  |  |       |  |  |                                            |  |  |                                           |  |
|                                                |                     | Jeanne Anne de La Marche                    | Marguerite d'Archiac                                 |  |  |       |  |  |                                            |  |  |                                           |  |
| Antoine de La Grange, marchese d'Arquien       |                     | Jeanne Anne de La Marche                    |                                                      |  |  |       |  |  |                                            |  |  |                                           |  |
|                                                |                     | Guillaume de Rochechouart, signore di Jars  | Jean de Rochechouart, signore di Jars e Bréviande    |  |  |       |  |  |                                            |  |  |                                           |  |
|                                                |                     | Guillaume de Rochechouart, signore di Jars  | Jean de Rochechouart, signore di Jars e Bréviande    |  |  |       |  |  |                                            |  |  |                                           |  |
|                                                |                     | Guillaume de Rochechouart, signore di Jars  | Anne de Bigny                                        |  |  |       |  |  |                                            |  |  |                                           |  |
| Louise de Rochechouart, signora di Boiteaux    |                     | Guillaume de Rochechouart, signore di Jars  |                                                      |  |  |       |  |  |                                            |  |  |                                           |  |
|                                                |                     | Louise d'Autry                              | Ithier d'Autry, signore di la Brosse                 |  |  |       |  |  |                                            |  |  |                                           |  |
|                                                |                     | Louise d'Autry                              | Ithier d'Autry, signore di la Brosse                 |  |  |       |  |  |                                            |  |  |                                           |  |
|                                                |                     | Louise d'Autry                              | Philippe de Marafin, signora di Boiteaux             |  |  |       |  |  |                                            |  |  |                                           |  |
| Henri Albert de La Grange, marchese d'Arquien  |                     | Louise d'Autry                              |                                                      |  |  |       |  |  |                                            |  |  |                                           |  |
|                                                | Louis d'Ancienville | Antoine d'Ancienville                       |                                                      |  |  |       |  |  |                                            |  |  |                                           |  |
|                                                | Louis d'Ancienville | Antoine d'Ancienville                       |                                                      |  |  |       |  |  |                                            |  |  |                                           |  |
|                                                | Louis d'Ancienville | Luce d'Autry                                |                                                      |  |  |       |  |  |                                            |  |  |                                           |  |
| Louis d'Ancienville, visconte di Souille       | Louis d'Ancienville |                                             |                                                      |  |  |       |  |  |                                            |  |  |                                           |  |
|                                                |                     | Marguerite de la Haye                       | Charles de la Haye                                   |  |  |       |  |  |                                            |  |  |                                           |  |
|                                                |                     | Marguerite de la Haye                       | Charles de la Haye                                   |  |  |       |  |  |                                            |  |  |                                           |  |
|                                                |                     | Marguerite de la Haye                       | Marguerite de Louans                                 |  |  |       |  |  |                                            |  |  |                                           |  |
| Anne d'Ancienville                             |                     | Marguerite de la Haye                       |                                                      |  |  |       |  |  |                                            |  |  |                                           |  |
|                                                |                     | Françoise de la Platiere, barone d'Espeisse | Philibert II de la Platière, signore de la Bordes    |  |  |       |  |  |                                            |  |  |                                           |  |
|                                                |                     | Françoise de la Platiere, barone d'Espeisse | Philibert II de la Platière, signore de la Bordes    |  |  |       |  |  |                                            |  |  |                                           |  |
|                                                |                     | Françoise de la Platiere, barone d'Espeisse | Anne de Jaucourt                                     |  |  |       |  |  |                                            |  |  |                                           |  |
| Françoise de la Platiere, baronessa d'Espeisse |                     | Françoise de la Platiere, barone d'Espeisse |                                                      |  |  |       |  |  |                                            |  |  |                                           |  |
|                                                |                     | Catherine Motier de La Fayette              | Gilbert V Motier de La Fayette, signore di St.Romain |  |  |       |  |  |                                            |  |  |                                           |  |
|                                                |                     | Catherine Motier de La Fayette              | Gilbert V Motier de La Fayette, signore di St.Romain |  |  |       |  |  |                                            |  |  |                                           |  |
|                                                |                     | Catherine Motier de La Fayette              | Isabelle de Polignac                                 |  |  |       |  |  |                                            |  |  |                                           |  |
|                                                |                     | Catherine Motier de La Fayette              |                                                      |  |  |       |  |  |                                            |  |  |                                           |  |